# Letenský profil
Letenský profil je přírodní památka ležící na dvou oddělených územích na pražském Klárově, vzniklá v období prvohor (konkrétně v ordoviku) sedimentací uloženin. Útvar obsahuje velké množství zkamenělé fauny, především trilobitů.. Přírodní památka byla ovlivňována lidskou činností nejspíše již od středověku. Jde o jeden z nejlépe přístupných skalních výchozů letenského souvrství a je tedy využíván jako jeho stratotyp. Chráněné území, založené 4. července 1988, je v péči Magistrátu hlavního města Prahy. Cílem ochrany je zachovat zdejší geologický profil pro budoucí studium.

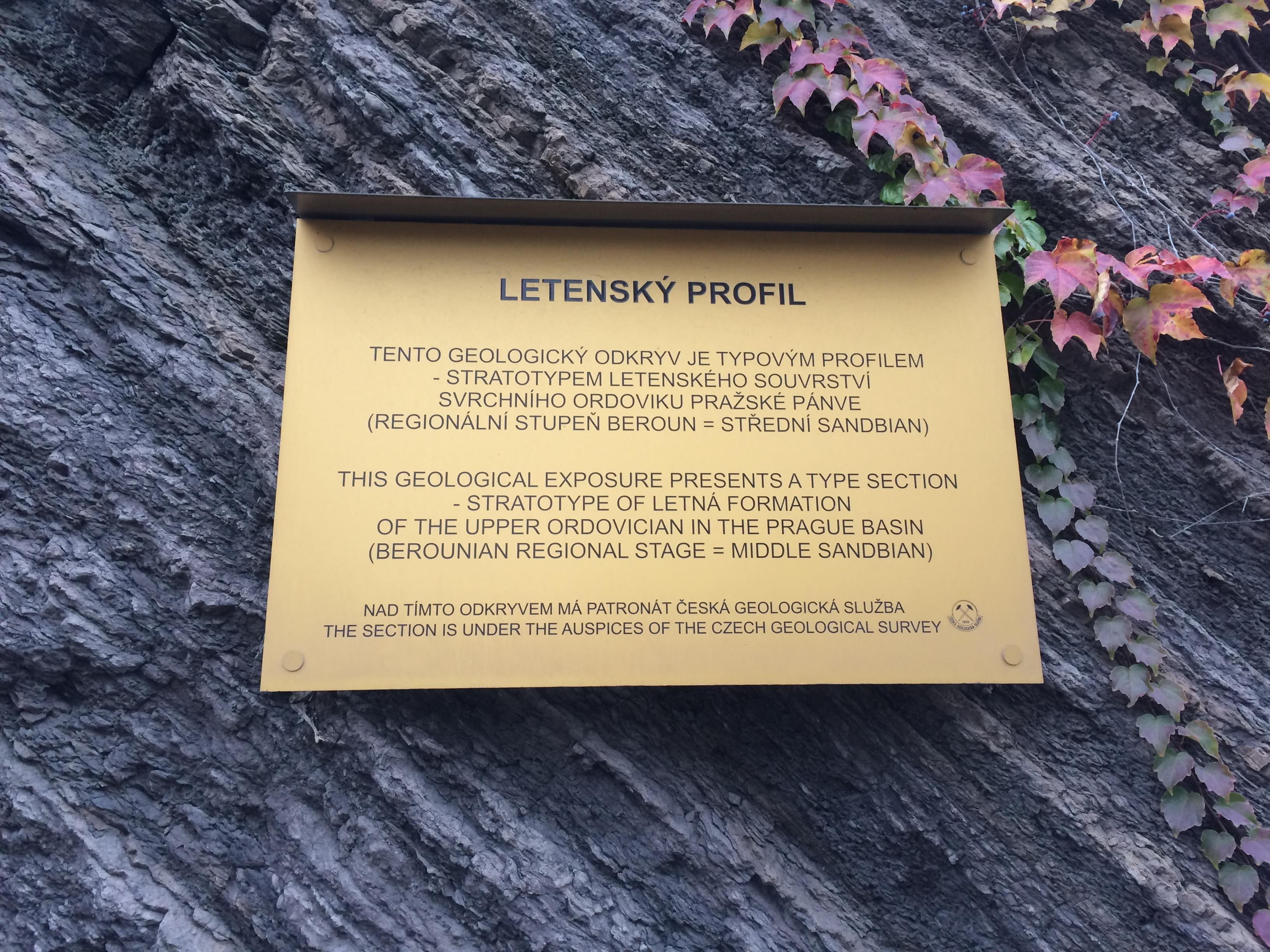
Plaketa

## Lokalita
Chráněné území zasahuje do katastrálních území Holešovice a Hradčany v Praze. Území je rozděleno na dvě lokality. Větší z lokalit, o rozloze 13 714 m², se nachází na západním břehu Vltavy a je orientována JJV směrem. Druhá, menší parcela o rozloze 959 m², se nachází na západní straně svahu nad ulicí Pod Bruskou.

## Historie
Významný podíl na formování členitého povrchu území, na němž bylo posléze vybudováno město Praha, měla erozní činnost řeky Vltavy. V období čtvrtohor, kdy došlo k tektonickému vyzvedávání Českého masívu, se její tok zařezával stále hlouběji do skalního podkladu. Během střídání klimatických cyklů se střídala i období, kdy byl materiál vodním tokem vyplavován a odnášen nebo naopak ukládán. Výsledkem erozní činnosti Vltavy je tudíž nejen odhalení pevnějších hornin, ale zároveň také vytvoření devíti vltavských teras různého stáří.
Vznik letenského profilu (součást letenského souvrství) se datuje do období ordoviku (starší paleozoikum), zhruba před 443–485 miliony let. Letenské souvrství, tvořené odolnějšími horninami, jako jsou křemence a droby, dosahuje mocnosti až 700 metrů. Na území Prahy tvoří horniny letenského souvrství výrazná návrší a hřbety, jako je například hradčanský pahorek, respektive Opyš a pokračování tohoto návrší směrem na Letnou, dále Vyšehradská skála nebo Paví vrch na Smíchově.
Díky poloze v centru Prahy byly svahy Letné v okolí přírodní památky vystaveny antropickým vlivům již od středověku. Vznik odkryvu je spojen s výstavbou ulice U Bruských kasáren (roku 1931) a takzvanou "Myší dírou", kterou nechal vyhloubit Albrecht z Valdštejna v 17. století. Na lokalitě býval v minulosti vinohrad, později zde byly vysázeny okrasné dřeviny a místo bylo upraveno jako park.

## Přírodní poměry

### Geologie
Vznik letenského souvrství byl nejspíše zapříčiněn rytmickou sedimentací uloženin, pravděpodobně přinášeny řekami do pánve. Střídání jemnozrnných sedimentů prachovce a hrubozrnných vrstev pískovce bylo s největší pravděpodobností zapříčiněno střídáním hrubosti přinášených sedimentů v období záplav a nízkých hladin řek. Pro takto uložené sedimenty vznikl název inundity.

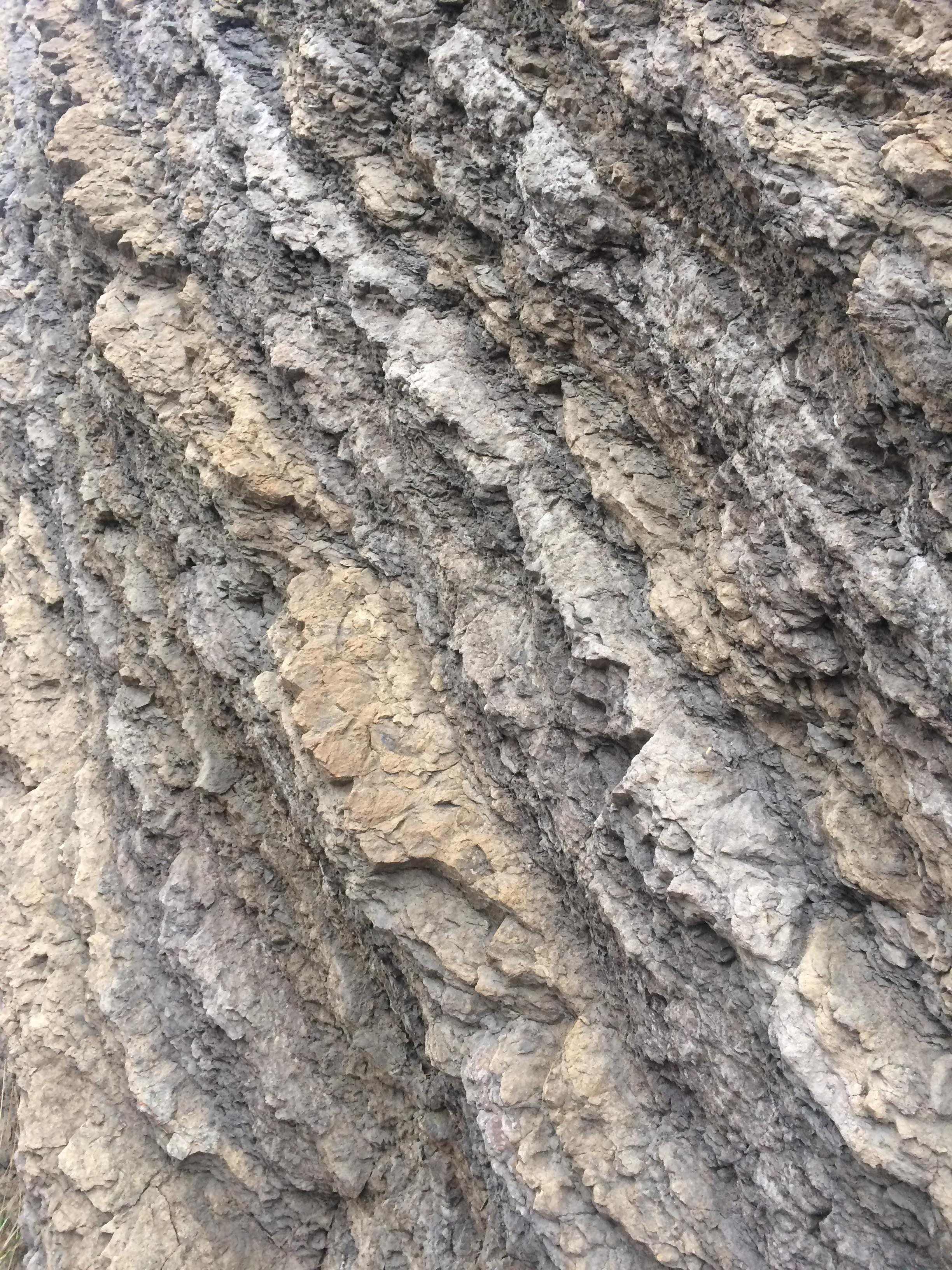
Detail profilu

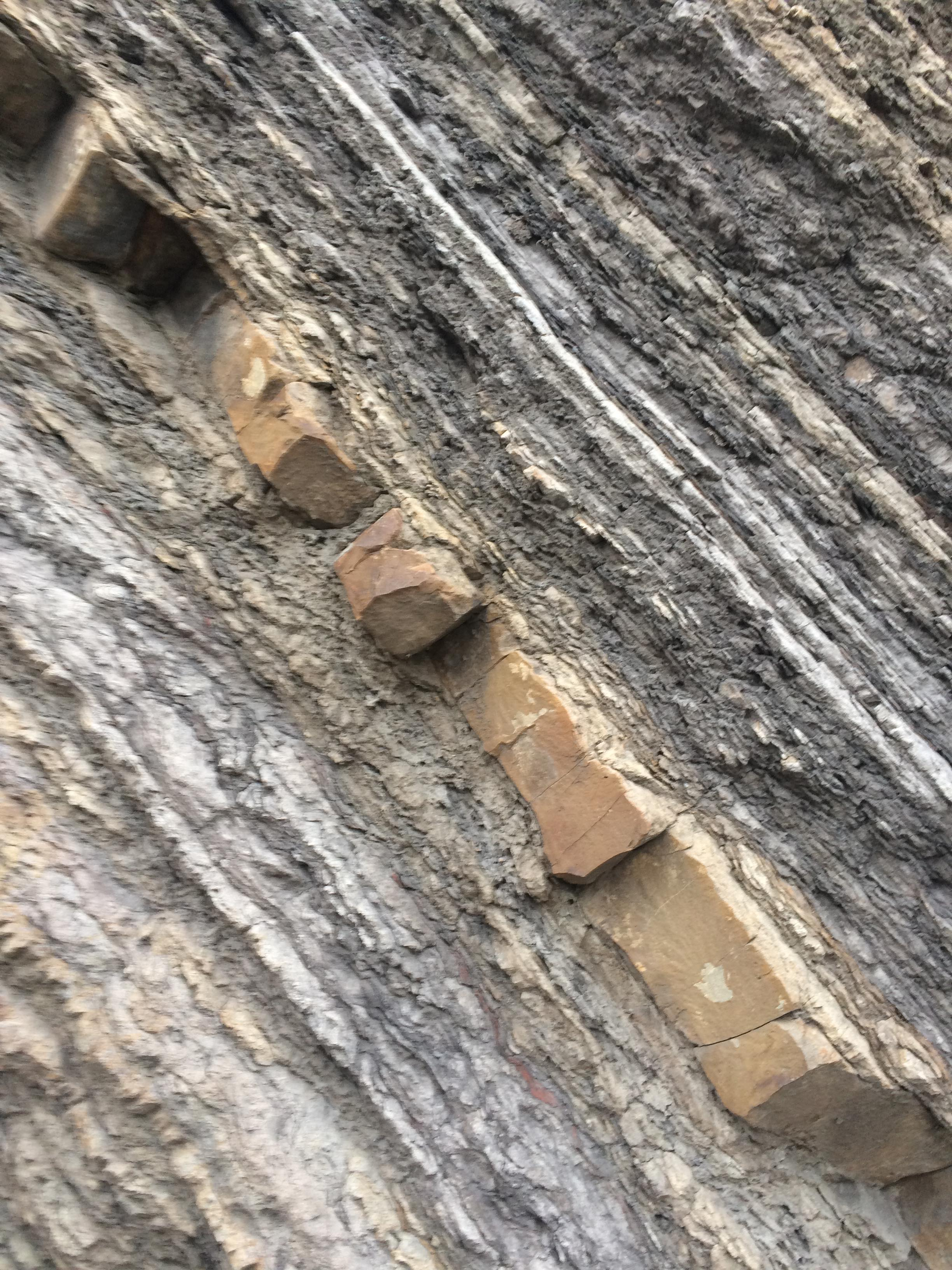
Detail profilu

Letenský profil se skládá zejména z vrstev drobových břidlic a křemenců a křemitých pískovců a slouží jako stratotyp pro letenské souvrství díky svému reprezentativnímu složení. Vrstvy se svažují pod úhlem 35–45° směrem k jihovýchodu. Mocnost vrstev se pohybuje od 6 do 12 cm. Podíl křemence a křemitých pískovců může být místy vystřídán písčitou břidlicí. Jejich odolnost vůči vodní erozi je větší než odolnost nadložní břidlice a díky tomu vytvářejí viditelné skalní výchozy. Ve východní části PP je ve vrstvách patrná čočka jílovitých slídnatých břidlic obsahující tři konkrece se zachovalou faunou. Konkrece jsou tvořeny vápencem s příměsí prachu a jemnozrnného písku.
Fauna v konkrecích byla nalezena nejčastěji ve vrstvě 3 až 5 cm pod horním okrajem. Nalezeny byly převážně krunýře trilobitů Deanaspis goldfussi, Dalmanitina socialis a Ecoptochile clavigera. Dále zde bylo nalezeno jisté množství akritarch. Zajímavostí je četnost nálezů schránek trilobitů v takzvané „převrácené poloze“ (kde dorzální část krunýře směřuje do podložní vrstvy) vůči trilobitům v „normální poloze“ (dorzálním krunýřem směrem do nadloží). Na povrchu pevnějších drobových a pískovcových vrstev byly nalezeny četné bioglyfy, tj. stopy, vytvořené živočichy, kteří obývali dno a pohybovali se po něm.

### Flora
Původní porost činily dubohabrové háje, které byly následně antropickými vlivy potlačeny a nahrazeny exotickými druhy dřevin. Na území přírodní památky nebyl zjištěn žádný chráněný druh.
Nyní přírodní památku ohrožují převážně nepůvodní rostliny nevhodného charakteru jako například kustovnice cizí (Lycium barbarum) a nebo trnovník akát (Robinia pseudoacacia).

### Fauna
Na faunu má velký vliv umístění přírodní památky. Nejčastěji se zde zdržují ptáci v křovinách. Hlavně budníček menší (Phylloscopus collybita), který v místním křovinném porostu i hnízdí.

## Ochrana

### Předměty ochrany
Předmětem ochrany jsou výchozy letenského souvrství a fosilní fauna. Cílem ochrany je zajištění existence a studia geologických objektů.

### Škodlivé vlivy
Mezi největší škodlivé vlivy patří zejména pohyb obyvatel, doprava, parkové úpravy, zvětrávání zapříčiněno klimatickými podmínkami a nevhodnou vegetací. Dále přírodní památku ohrožuje amatérský sběr fosilií.

### Plán péče
Odstraňování hlavně nepůvodních dřevin, podpoření původních dřevin jako javor babyka (Acer campestre), javor mléč (Acer platanoides). Selektivní odstraňování křovin a náletu stromů převážně kustovnice cizí (Lycium barbarum) a následné dlouhodobé kosení ploch v intervalu 1–2× do roka.